# Карпінський Володимир Васильович
Володимир Васильович Карпінський (нар. 1885 — не раніше 1936) — учасник Білого руху на Півдні Росії, командир бронепоїздів «Єдина Росія» і «Грозний», полковник.

## Біографія
Син полковника 9-го стрілецького полку Василя Павловича Карпінського. Уродженець Подільської губернії.
Закінчив Володимирський Київський кадетський корпус (1903) і Михайлівське артилерійське училище (1905), звідки був випущений підпоручиком в 14-ту артилерійську бригаду. Проведений в поручики 29 серпня 1908 року, в штабскапітани — 31 серпня 1912 року.
У Першу світову війну вступив із 14-ї артилерійською бригадою. За бойові заслуги був нагороджений усіма орденами до ордена Св. Володимира 4-го ступеня. Проведений в капітани 19 травня 1915 року «за відзнаку в справах проти ворога». Станом на 13 червня 1917 року — в тому ж чині в тій же бригаді.
У Громадянську війну брав участь в Білому русі у складі Добровольчої армії та ЗСПР. Проведений в полковники з 27 січня 1919 року. 7 квітня 1919 року призначений командиром бронепоїзда «Єдина Росія», 3 листопада 1919 року — командиром бронепоїзда «На Москву», а 23 березня 1920 року — командиром бронепоїзда «Грозний». Останню посаду займав і в Російській армії з 17 травня 1920 року до евакуації Криму. Галліполієць.
У 1922 році — у Константинополі, восени 1925 року — у складі 6-го артдивізіону в Болгарії. В еміграції там же. Був членом Товариства галліполійців, у 1931—1936 роках очолював групу 6-го артдивізіону в Болгарії (Софія). Подальша доля невідома.

## Нагороди
- Орден Святого Станіслава 3-й ст. (ВП 3.02.1914)
- Орден Святої Анни 2-го ст. з мечами (ВП 21.02.1915)
- Орден Святого Станіслава 2-го ст. з мечами (ВП 21.02.1915)
- Орден Святої Анни 4-го ст. з написом «за хоробрість» (ВП 24.09.1915)
- Орден Святої Анни 3-го ст. з мечами і бантом (ВП 27.05.1916)
- Орден Святого Володимира 4-й ст. з мечами і бантом (ПАФ 13.06.1917)
- старшинство в чині капітана з 27 листопада 1913 року (ВП 2.12.1916)